# Ондржей Бачо
Ондржей Бачо (чеськ. Ondřej Bačo, нар. 25 березня 1996) — чеський футболіст, захисник ізраїльського клубу «Іроні Тверія» та молодіжної збірної Чехії.
Виступав також за клуби «Фастав» (Злін) та «Хапоель» (Єрусалим).

## Клубна кар'єра
Народився 25 березня 1996 року. Вихованець футбольної школи клубу «Фастав» (Злін). Дорослу футбольну кар'єру розпочав 2016 року в основній команді того ж клубу, в якій провів три сезони, взявши участь у 51 матчі чемпіонату. 
Згодом з 2019 по 2021 рік грав у складі команд «Лішень», «Фастав» (Злін) та «Газ Метан».
Своєю грою за останню команду привернув увагу представників тренерського штабу клубу «Хапоель» (Єрусалим), до складу якого приєднався 2021 року. Відіграв за єрусалимську команду наступні три сезони своєї ігрової кар'єри. Більшість часу, проведеного у складі єрусалимського «Хапоеля», був основним гравцем захисту команди.
Протягом 2024 року захищав кольори клубу «Діошдьйор».
До складу клубу «Іроні Тверія» приєднався 2024 року. Станом на 7 березня 2025 року відіграв за команду з Тверії 25 матчів в національному чемпіонаті.

## Виступи за збірну
Протягом 2017–2018 років залучався до складу молодіжної збірної Чехії. На молодіжному рівні зіграв у 4 офіційних матчах, забив 2 голи.